# رودرا ۲۶۲۹
سیارک ۲۶۲۹ (به انگلیسی: 2629 Rudra، نامگذاری:1980RB1) دو هزار و ششصد و بیست و نهمین سیارک کشف شده‌است که در ۱۳ سپتامبر ۱۹۸۰ کشف شد.
قدر مطلق سیارک برابر ۱۴٫۵۰ است.